# Improvisation
För musikalbumet med samma titel, se Improvisation (Bengt Hallberg-album)
Improvisation (av latinets improvisus, oförutsedd, oförmodad) är att framföra något utan att i förväg ha bestämt dess exakta utformning. Begreppet kan användas inom såväl tal som sång och dans. 
Inom teatern finns särskilda former av improvisationsteater och commedia dell'arte innehöll stora moment av improvisation.

## Improvisation inom musiken
För den musikhögskolebaserade inriktningen, se Afroamerikansk musik
Improvisation kan inom musiken ta sig många olika uttryck. Nationalencyklopedin beskriver musikalisk improvisation som en "benämning på det oförutsedda, oplanerade och spontana i ett musikaliskt framförande", och Encyclopædia Britannica fritt översatt som "oförberett komponerande eller fritt framförande av en musikalisk passage, oftast på ett sätt som överensstämmer med vissa stilistiska normer men fristående från en specifik musikalisk text".
All musik kan sägas innehålla element av improvisation, och inom till exempel jazzen är den grundläggande. Den klassiska musiken har efter artonhundratalet avlägsnat sig från improvisationen, och den improvisation som trots allt förekommer inskränker sig oftast till små nyansskillnader i musikalisk interpretation och till improvisatoriska tolkningar i mer modernistisk musik, där tonsättaren har föreskrivit det. Däremot finns vittnesbörd om att många av de klassiska kompositörerna – Johann Sebastian Bach nämns ofta som exempel – har varit skickliga improvisatörer. Ännu vid artonhundratalets mitt hörde det till yrket att en konserterande musiker kunde improvisera. Fri improvisationsmusik brukar beteckna musik där väldigt få uttalade konventioner finns; med outtalade sådana kan det skifta. 
Inom den klassiska musiken fortlever improvisationskonsten, med starka rötter från barocken och framåt, på instrumentet orgel. Detta är en i högsta grad levande konstart och egen disciplin som med stor framgång odlats framförallt i Frankrike och Holland. Även i Sverige finns framstående exponenter för orgelimprovisation inte minst genom Sveriges internationellt mest kände improvisatör Anders Bondeman, som även fostrat flera generationer av svenska organister i denna svåra konst. Framstående svenska orgelimprovisatörer är även bland andra Gunnar Idenstam, Nils Larsson, Stefan Therstam och Tomas Willstedt.